# ブクログ
株式会社ブクログ（英: Booklog Inc.）は、東京都渋谷区に本社を置く、インターネット関連サービスを提供する日本の企業。および、仮想本棚を作成できる同名のWebサービスの名称。
2004年9月15日に株式会社paperboy&co.（現：GMOペパボ株式会社）の創業者である家入一真の個人サービスとしてスタートし、2009年10月8日よりpaperboy&co.（現：GMOペパボ）の正式サービスとなった。
2012年6月1日より意思決定・サービス提供の迅速化を目的として、ブクログとその姉妹サービスであるパブーの運営部門を株式会社ブクログとして分社化した。
2016年1月18日に全株式がGMOペパボ株式会社からブックオフコーポレーション株式会社に譲渡され、同社の完全子会社となった。

## 概要
本棚を模したインターフェースに書籍情報を登録し、オンラインで蔵書管理やレビューを行うことができる。また、同じ本を登録した他の利用者のレビューを閲覧するなどのコミュニティー機能もある。各種アプリもリリースしているため、PCの他に、携帯、Android携帯、iPhone、iPadでの利用も可能である。
2010年現在で、登録ユーザー数29万人、登録アイテム数1700万点以上であり、CDなど本以外の物も登録できる。自分の本棚に対してAmazonアソシエイトIDを登録することも出来る。

## 沿革
- 2004年9月15日 - サービスの提供開始[2]
- 2008年12月25日 - ブログに貼り付けるブログパーツの提供開始
- 2009年10月8日 - 株式会社paperboy&co.（現：GMOペパボ株式会社）の正式サービスへ移行、リニューアル[2]
- 2009年12月1日 - ブクログモバイル（携帯版）のサービス正式提供開始
- 2010年3月15日 - iPhoneアプリの提供開始[8][9]
- 2010年5月13日 - Androidアプリの提供開始[10]
- 2010年6月22日 - 姉妹サービス『パブー』の提供開始[11][12]
- 2010年10月4日 - iPadアプリの提供開始[13]
- 2012年6月1日 - 姉妹サービスのパブーとともに株式会社ブクログとして分社化[4][14][15]
- 2012年6月1日 - 親会社がGMOペパボ株式会社からブックオフコーポレーション株式会社へ変更[5][6]
- 2016年10月31日 - パブー事業を株式会社トゥ・ディファクトに譲渡[16][17]

## 受賞歴・記録
- 第1回アソシエイトコンテスト 「ベストアソシエイト大賞受賞」[18][19]

## ブクログ大賞
本好きの読者で本当におもしろい本を決める書籍大賞。
ユーザーの投票（Twitterおよびブクログ）に加え、ブクログでの評価やレビューなどを総合して大賞作品を決定する。
なお、第6回まではフリー投票以外（小説、マンガなど）の部門では、該当期間に発売された作品を対象にしてブクログでの登録数と評価数をもとにノミネート作品を選出し、そのノミネート作品に対してユーザーが投票して大賞を決定していた。またフリー投票部門では、発売日を問わずすべての書籍を対象とし、ユーザーが投票した作品からブクログ・スタッフが選出していた。
- 第1回（2009年度）
  - 小説部門大賞：『植物図鑑』有川浩
  - 文庫本部門大賞：『風が強く吹いている』三浦しおん
  - マンガ部門大賞：『3月のライオン』羽海野チカ
  - フリー投票部門で10冊受賞

- 第2回（2010年度）
  - 小説部門大賞：『キケン』有川浩
  - マンガ部門大賞：『保健室の死神』藍本松
  - フリー投票部門で10冊受賞

- 第3回（2011年度）
  - 小説部門大賞：『県庁おもてなし課』有川浩
  - マンガ部門大賞：『銀の匙 Silver Spoon』荒川弘
  - フリー投票部門で10冊受賞

- 第4回（2012年度）
  - 小説部門大賞：『旅猫リポート』有川浩
  - マンガ部門大賞：『式の前日』穂積
  - 電子書籍部門大賞：『アプリケーションをつくる英語』西野竜太郎
  - フリー投票部門で10冊受賞

- 第5回（2017年）
  - 小説部門大賞：『蜜蜂と遠雷』恩田陸
  - マンガ部門大賞：『夜廻り猫』深谷かほる
  - ビジネス部門大賞：『なぜ、あなたの仕事は終わらないのか スピードは最強の武器である』中島聡
  - エッセイ・ノンフィクション部門大賞：『いのちの車窓から』星野源
  - 人文書部門大賞：『ゲンロン0 観光客の哲学』東浩紀
  - 海外小説部門大賞：『アウシュヴィッツの図書係』アントニオ・G・イトゥルベ
  - フリー投票部門大賞：『ねないこはわたし』せなけいこ

- 第6回（2018年）
  - 小説部門大賞：『かがみの孤城』辻村深月
  - マンガ部門大賞：『アルスラーン戦記』漫画：荒川弘、原作：田中芳樹
  - ビジネス書部門大賞：『エンジニアリング組織論への招待〜不確実性に向き合う思考と組織のリファクタリング』広木大地
  - エッセイ・ノンフィクション部門大賞：『バッタを倒しにアフリカへ』前野ウルド浩太郎
  - 人文・自然科学部門大賞：『宇宙に命はあるのか 人類が旅した一千億分の八』小野雅裕
  - 海外小説部門大賞：『13・67』陳浩基
  - フリー部門大賞：『ボクたちはみんな大人になれなかった』燃え殻

- 第7回（2019年）
  - 小説部門大賞：『傲慢と善良』辻村深月
  - マンガ部門大賞：『違国日記 4 (フィールコミックス FCswing)』ヤマシタトモコ
  - ビジネス書部門大賞：『岩田さん 岩田聡はこんなことを話していた。』ほぼ日刊イトイ新聞
  - エッセイ・ノンフィクション部門大賞：『ぼくはイエローでホワイトで、ちょっとブルー』ブレイディみかこ
  - 人文・自然科学部門大賞：『ホモ・デウス 上: テクノロジーとサピエンスの未来』ユヴァル・ノア・ハラリ
  - 海外小説部門大賞：『三体』劉慈欣

## 外部サイト
- 株式会社ブクログ
- ブクログ